# Crossobamon
Crossobamon is een geslacht van hagedissen dat behoort tot de gekko's (Gekkota) en de familie Gekkonidae. 

## Naam en indeling
De wetenschappelijke naam van de groep werd voor het eerst voorgesteld door Oskar Boettger in 1888. Er zijn twee soorten, de hagedissen werden eerder aan andere geslachten toegekend, zoals Stenodactylus en Gymnodactylus.

## Verspreidingsgebied
De gekko's komen voor in delen van Azië en leven in de landen Afghanistan, Iran, Pakistan, Turkmenistan, Oezbekistan, Kazachstan, Tadzjikistan, Kirgizië en India.

## Soorten
Het geslacht omvat de volgende soorten, met de auteur en het verspreidingsgebied.
| Naam                   | Auteur         | Verspreidingsgebied                                                                        |
| ---------------------- | -------------- | ------------------------------------------------------------------------------------------ |
| Crossobamon eversmanni | Wiegmann, 1834 | Afghanistan, Iran, Pakistan, Turkmenistan, Oezbekistan, Kazachstan, Tadzjikistan, Kirgizië |
| Crossobamon orientalis | Blanford, 1876 | Pakistan, India                                                                            |